# 禮密那鎮區
禮密那鎮為緬甸伊洛瓦底省興實達縣的行政區。2014年人口103,024人，區域面積1,004.0平方公里。禮密那為該鎮之行政中心。

## 相關連結
- 禮密那鎮村莊列表（英语：List of villages in Lemyethna Township）